# Marco Rubio
Marco Antonio Rubio (født 28. maj 1971 i Miami) er en amerikansk politiker som er medlem af Det republikanske parti, og nuværende udenrigsminister i USA under Trump-adminstrationen. Han er tidligere medlem af Repræsentanternes hus i Florida (2001-2009); de to sidste år som formand. 
Ved Floridas valg til USA's senat 2010 fik han 49 % af stemmerne mod to andre kandidater. Han var en af tre senatorer i Senatet med latinamerikansk baggrund (de to øvrige var Bob Menendez og Ted Cruz). 
Den 13. april 2015 meddelte Rubio, at han ville forsøge at blive nomineret som republikanernes kandidat til præsidentvalget i USA 2016. Ved primærvalget fik han 11,3% af stemmerne.  
Han har siden januar 2025 været USA's 72. udenrigsminister og siden marts 2025 konstitueret leder af landets nationalarkiv, National Archives and Records Administration.
Han er katolik, men sympatiserer med Christ Fellowship Church i West Kendall, Florida, som tilhører Sydstatsbaptisterne.